# Bugsy (película de 1991)
Bugsy es una película estadounidense de 1991, del género biopic, dirigida por Barry Levinson. Protagonizada por Warren Beatty, Annette Bening, Harvey Keitel, Ben Kingsley, Elliott Gould, Joe Mantegna, Bebe Neuwirth, Bill Graham. El guion fue escrito por James Toback, basado en el libro We Only Kill Each Other: The Life and Bad Times of Bugsy Siegel de Dean Jennings, que relata la historia del gánster Benjamín "Bugsy" Siegel, como uno de los fundadores de la ciudad de Las Vegas.
Ganadora de dos premios Óscar: al Mejor diseño de vestuario y Mejor dirección artística. Candidata a ocho premios más.
Ganadora del premio Globo de Oro 1993 a la Mejor película.

## Sinopsis
Benjamin "Bugsy" Siegel, Meyer Lansky y Charlie "Lucky" Luciano controlan los negocios del hampa en Nueva York, y quieren extender sus actividades hacia el oeste del país. Bugsy se traslada a Los Ángeles y se vincula a la industria del cine. Dejando atrás a su familia, dos grandes pasiones se apoderarán de su vida: la atractiva y temperamental Virginia Hill y su obsesiva idea de levantar una ciudad de lujo y juego en medio del desierto de Nevada, Las Vegas.
El gánster Benjamin "Bugsy" Siegel, quien se había asociado en el crimen desde la infancia con Meyer Lansky y Charlie Luciano, va a Los Ángeles para extender las operaciones comerciales de la mafia, y se enamora instantáneamente de Virginia Hill, una dura estrella de Hollywood. Los dos se encuentran por primera vez cuando Bugsy visita al actor George Raft en el set de Manpower. Compra una casa en Beverly Hills y planea quedarse allí mientras su esposa y sus dos hijas permanecen en Scarsdale, Nueva York.
Bugsy está en California para arrebatarle el control de los salones de apuestas al débil jefe de la familia criminal de Los Ángeles, Jack Dragna. El gánster judío local ascendente Mickey Cohen roba un día la operación de Dragna. Se enfrenta a Bugsy, quien decide que debería estar en el negocio con el tipo que cometió el robo, no con el tipo al que robaron. Cohen se pone a cargo de los casinos de apuestas; Dragna se ve obligado a confesarle a Bugsy furioso que robó $ 14,000 y le dicen que ahora responde ante Cohen, y se hacen amigos.
Después de las discusiones sobre las citas de Virginia con el baterista Gene Krupa y varios toreros y la renuencia de Bugsy a divorciarse, Virginia hace un movimiento romántico con Bugsy. En un viaje a Nevada para hacer una llamada de mantenimiento a un lugar de juego rudo, Bugsy encuentra la inspiración para levantar un hotel y casino de lujo en el desierto de Nevada, que resulta ser el único estado donde el juego es legal. Pare levantar las operaciones en Las Vegas y seguir adelante con sus planes, obtiene $ 1 millón de dólares en fondos de Lansky y otros mafiosos de la ciudad de Nueva York, con la idea de extender sus operaciones ilegales, volverse grande y hacerlo de forma legítima en Nevada, con sus amistades en la política. Virginia no quiere saber nada de él hasta que Bugsy le ofrece una parte de la operación en Las Vegas, la pone a cargo de la contabilidad y comienza a construir el Flamingo Las Vegas Hotel Casino en Las Vegas; sin embargo, el presupuesto pronto se sale de control a $ 6 millones debido a su extravagancia. Bugsy intenta todo para asegurarse de que se complete, incluso vendiendo su parte del casino.
Bugsy recibe la visita en Los Ángeles del ex socio Harry Greenberg, quien traicionó a sus antiguos socios para salvarse y quedarse sin dinero, debido a una combinación de sus hábitos de juego y la extorsión de los fiscales que quieren su testimonio. Aunque es el amigo de confianza de Harry, Bugsy no tiene más remedio que matarlo, pero lo arrestan por el asesinato, el único testigo es un taxista que dejó a Harry frente a la casa de Bugsy, al conductor del taxi se le paga para salir de la ciudad.
Lansky espera a Bugsy fuera de la cárcel y le da una bolsa de dinero a su amigo, aunque advierte que ya no podrá proteger a Bugsy. La noche de apertura del Flamingo es un fracaso total en una tormenta, y no se contabilizan $ 2 millones del presupuesto. Bugsy descubre que Virginia, una mujer manipuladora y malvada, robó el dinero, pero luego le permite quedarse. Luego insta a Lansky a que nunca venda su parte del casino porque algún día vivirá para agradecerle. Más tarde esa noche, Bugsy es asesinado a tiros en su casa. 
Virginia recibe la noticia en Las Vegas y sabe que sus días podrían estar contados, porque la mafia se instala en Las Vegas. Las tarjetas de título finales indican que una semana después de la muerte de Bugsy, Virginia devolvió todo el dinero que faltaba a Lansky y luego se suicidó en Austria. Para 1991, los $6 millones invertidos en el sueño de Las Vegas de Bugsy habían generado $100 mil millones en ingresos.

## Reparto
- Warren Beatty - Benjamin "Bugsy" Siegel
- Annette Bening - Virginia Hill
- Harvey Keitel - Mickey Cohen
- Ben Kingsley - Meyer Lansky
- Elliott Gould - Harry Greenberg
- Bebe Neuwirth - Condesa di Frasso
- Bill Graham - Charlie "Lucky" Luciano
- Joe Mantegna - George Raft
- Richard C. Sarafian - Jack Dragna
- Giancarlo Scandiuzzi - Conde di Frasso
- Wendy Phillips - Esta Siegel
- Ksenia Prohaska - Marlene Dietrich

## Premios

### Óscar
| Año  | Categoría                 | Candidato                  | Resultado |
| ---- | ------------------------- | -------------------------- | --------- |
| 1991 | Mejor Película            | Mejor Película             | Candidata |
| 1991 | Mejor Director            | Barry Levinson             | Candidato |
| 1991 | Mejor Actor               | Warren Beatty              | Candidato |
| 1991 | Mejor Actor de Reparto    | Harvey Keitel              | Candidato |
| 1991 | Mejor Actor de Reparto    | Ben Kingsley               | Candidato |
| 1991 | Mejor Guion Original      | James Toback               | Candidato |
| 1991 | Mejor Banda Sonora        | Ennio Morricone            | Candidato |
| 1991 | Mejor Fotografía          | Allen Daviau               | Candidato |
| 1991 | Mejor Diseño de Vestuario | Albert Wolsky              | Ganador   |
| 1991 | Mejor Dirección Artística | Dennis Gassner Nancy Haigh | Ganadores |